# 横山富雄
横山 富雄（よこやま とみお、1940年2月25日 - 2009年9月18日）は、日本の元騎手・調教助手。
北海道虻田郡豊浦町出身。
妻は奥平真治元調教師の妹 。
長男の横山賀一は元騎手・調教助手で現競馬学校教官、次男の横山典弘、孫の横山和生・横山武史・菊沢一樹は現騎手。娘婿は元騎手・現調教師の菊沢隆徳。

## 人物
実家は農家であったが、横山が騎手になった頃には馬も生産していた。七人兄弟の三男として生まれ、実家の近くにはタカオー・ダイナナホウシュウなどの生産牧場として知られる飯原農場があり、子供の頃からよく遊びに行っていた。
1955年に15歳で上京し、東京・小西喜蔵厩舎に入門。騎手見習いとして働きながら、馬事公苑の短期講習生となり、1961年3月に騎手免許を取得。短期講習生は、1週間ほどの講習を年に2、3回受講するため、2年間しっかりと受講研修する長期講習生と比べて試験に合格するまで時間がかかる。そのため横山も弟子入りしてから試験に合格するまで6年の時間を要した。同期生には吉永正人、中野渡清一がいる。
中野渡がデビューした翌5日に東京第2競走4歳以上・マサミノルで初騎乗を果たし（12頭中9着）、吉永のデビュー日と同じ11日に2戦目となる東京第11競走5歳以上70万下・ウシワカで初勝利を挙げる。デビューから1週間後に勝ち星を挙げ、同年は平地と障害で5勝ずつの計10勝と1年目から2桁をマークし、全国81位にランクイン。一番勝ち星を挙げたのは中野渡の32勝（17位）で、吉永は横山より2勝少ない8勝（101位）であった。
2年目の1962年4月22日に行われた中山大障害（春）・コウギヨレントゲンで重賞初騎乗を果たすも、直後の落馬事故で再起を危ぶまれるほどの重傷を負ったが無事に復帰。3年目の1963年にはフジノオーで秋を制して重賞初制覇を飾り、同年は前年の8勝から25勝で25位と順位も上げた。本当は稲部和久がフジノオーに騎乗する予定であったが、稲部が主戦を務めていたキンタイムも出走するため、横山に回ってきた。前哨戦のオープンから手綱を任され、4頭中4番人気で大障害1勝目に導いた。以後同馬で1964年に春秋制覇、1965年には春で67kgを背負いながら、弟のフジノチカラに大差を付けて4連覇を達成。
1963年6月1日の東京第7競走アラブ障害特別ではテンポに騎乗するが、この競走は2頭立てであった。発売馬券は単勝式のみで、スタートして3コーナー手前の最初の生け離障害へ向かうが、テンポは飛越を拒否した。横山はもう一度下げてテンポを飛ばそうとするが、結局飛ばないまま競走を中止。仲住芳雄調教師からは「気性が悪いので気をつけるように」と言われていて、元々逃げ馬のテンポは後ろから追われるような形のレースにならないと走る気持ちにならず、スタートからヤマタカオーに行かれてしまい、嫌気が差してしまったのが飛越拒否の真相であった。必死になって何回も飛ばそうとしたが、最後は障害の上に寝るように横になってしまって諦めた。横山はヤマタカオーが障害を飛んで行くのをずっと見ていたが、結局ヤマタカオーが全障害を無事に飛んで回り、1着本賞金40万円を獲得した。
1966年には3月26日の中山第5競走障害5歳以上未勝利・フジノホマレで100勝目を挙げ、1967年にはリコウでステイヤーズSを制して平地重賞初制覇。リーディングでも自己最多の39勝を挙げ、自己最高の12位に入る。
1968年にはフジノホマレで中山大障害（春）を制し、同レース5勝目を挙げる。この年は障害で自己最多の26勝を挙げたほか、10月20日の東京第3競走障害4歳以上未勝利・クインサーフで障害通算100勝を達成。障害での勝率は.419、連対率は.629と驚異的な数字を残した。同年から騎乗機会を求めて小西厩舎から独立し、渡辺正人・小野定夫に次ぐフリー騎手の先駆けとなる。渡辺は横山がデビューした2年後の1963年に引退し、小野は横山がフリーになった翌1969年に落馬事故が原因で亡くなった。1979年に田村正光がフリーになるまで、横山がただ一人のフリー騎手であった。
1969年は徳吉一己がお手馬のメジロタイヨウを家庭の不幸により騎乗を辞退し、鞍上未定となっていたところを八木沢勝美調教師に「富雄は障害出身で長手綱だから、長距離に向いているのでは」と推薦されたことによってメジロタイヨウの主戦騎手となる。同年5月のアルゼンチンJCCでスピードシンボリをハナ差抑えて平地重賞2勝目を挙げると、11月に不良馬場で行われた天皇賞（秋）では強豪のマーチス・リュウズキ・フイニイを相手に八大競走及びGI級レース初制覇。その間の6月21日には中山第5競走4歳未勝利・メルドで200勝も達成。
派手さはないものの職人肌の堅実な騎乗で人気があり、ここ一番で頼りになる騎手として関東のファンの信頼が厚かった。1970年には2月11日の東京第6競走サラ4歳オープン・キクノホープで平地通算100勝を達成し、中央では史上初の平地・障害両方で通算100勝を達成した騎手となったが、この年を最後に障害の騎乗を止める。この年の夏には騎乗停止になったが、八木沢の薦めで函館に滞在していたメジロの馬に調教をつけた。それがきっかけでメジロムサシの主戦となり、北野豊吉率いるメジロの主戦騎手としても活躍することとなる。
1971年からは平地に専念し、メジロムサシで天皇賞（春）と第12回宝塚記念を制覇。宝塚記念では3月の目黒記念（春）に続くメジロアサマとのワンツーを決めており、表彰式では2頭が揃って記念撮影を行った。レース後のインタビューでは「馬も私も阪神コースは初めてでしたが、友達に尋ねたり、返し馬でよく馬場を観察しました。アサマさえ負かせば勝てると思ってました」と答えている。宝塚記念を制した後は高松宮宣仁親王台覧下で行われた第1回高松宮杯に参戦し、断然の1番人気に推されるもシュンサクオーと僅かクビ差の2着に敗れる。その後も函館記念に出走し、62kgの重いハンデを背負わされながら、リキエイカン以下を1馬身1/4も突き放し、1番人気に応えた。
1973年にはニットウチドリとのコンビで牝馬クラシック戦線を沸かせ、阪神4歳牝馬特別・桜花賞で逃げるキシュウローレルを相手に二番手から差し切る。続く優駿牝馬ではナスノチグサに2着と惜敗したものの、ナスノチグサと春以来の直接対決となったビクトリアカップで二冠を制覇。暮れの有馬記念ではハイセイコー・タニノチカラ・ベルワイドら牡馬の強豪を引き連れるようにして逃げ、ストロングエイトの2着に粘って、同年の優駿賞最優秀4歳牝馬に輝いた。フリーの先駆者で評論家に転身していた渡辺は、後に横山を「長距離レースのペース判断は現役騎手では一、二を争う」と称え、スピードタイプのニットウチドリが長い距離で活躍できたのは「馬に力があったのと同時に、横山の技術があってこそできた芸当だ」とも語っている。同年5月19日に東京第4競走4歳未勝利・メジロオーサカで300勝を達成し、東京優駿では大橋巨泉の所有馬ロックプリンスに騎乗。ハイセイコーが史上最高の支持を得ていたが、解説者として放送席に座っていた巨泉はハイセイコーの動きをほとんど見ず、双眼鏡を小柄な四白の栗毛馬ロックプリンスに向けた。27頭立てという多頭数の中でもまれた422kgのロックプリンスは持ち前の根性で直線一瞬伸びかかって巨泉を絶叫させたが、そこで他馬と同じ脚色になってしまった。結果は11着であったが、巨泉は16頭のオープン馬に先着したことで満足であった。
1974年と1975年にはツキサムホマレで函館記念を制し、リュウズキ以来2頭目の連覇を達成。これで横山は最多タイの3勝となった。後に息子の典弘もブライトサンディー（1996年）、クラフトワーク（2004年）、キングトップガン（2011年）で最多タイ3勝を挙げている。また孫の和生も2021年にトーセンスーリヤでこのレースを制し、親子3代での函館記念7勝目となった。和生の伯父にあたる賀一も2002年にヤマニンリスペクトで制しており、ファミリーで通算8勝している。
1975年はキクノオーで京王杯スプリングハンデキャップ・アルゼンチン共和国杯・オールカマー・目黒記念（秋）を制したが、天皇賞（秋）は4着、有馬記念7着とビッグタイトルには手が届かなかった。京王杯SHは僅か4頭立てのレースであったが、京王杯の週はストライキがあり、関東では木曜日の調教が中止。東京は金・土曜と調教が出来たため、土曜日の開催を中止し、日曜日は金曜日に調教した東京所属馬のみで開催された。そのため全9R編成で出走頭数は63頭、後半4Rは5→4→5→5頭立てで行われ、京王杯もぎりぎり成立という有り様であった。1番人気で挑んだ天皇賞（秋）はアルゼンチン共和国杯で2着に敗っていた2番人気のフジノパーシアの4着に敗れたが、キクノオーは跳びが大きく当日の不良馬場が敗因であった。4歳春の頃は時計のかかる重馬場得意とされていたが、強くなってからは切れ味勝負で重苦手の評価になっていた。キクノオーは1959年の英ダービー2着馬フィダルゴの産駒であり、勝ったフジノパーシアはフィダルゴをダービーで破ったパーシア産駒であった。形としては、父の敵討ちはならず、返り討ちにあった格好となってしまった。有馬記念も大跳びで中山コースが不向きなのもあったが、当日の第1競走3歳未勝利でメジロアバシリに騎乗した横山が騎乗停止となり、同期の吉永が急遽代打騎乗となっていた。
同年2月1日、香港・ハッピーバレーで行われたロイヤル・ホンコン・ジョッキークラブ主催の国際騎手招待競走「インターナショナルインビテーションカップ」に安引公二中山競馬場長と共に派遣され、日本人騎手として初めて参戦。第4競走の騎手招待プレート（1235m・8頭立て）ではチョコレートボーイに騎乗して5着に終わったが  、第6競走の騎手招待杯「ザ・ジョッキーインビテーショナルカップ」（1800m・13頭立て）ではパリヌラスに騎乗してレスター・ピゴット（イギリス）、ジョニー・ロー&パット・エデリー（アイルランド）、イヴ・サンマルタン&フィリップ・パケ（フランス）、ビル・スケルトン（ニュージーランド）、ビル・ハータック（アメリカ）ら各国のチャンピオン騎手を抑えて優勝    。見事に4万6875香港ドル、日本円で280万円を獲得。現地やシンガポールの英字新聞でも報じられた。
11月8日にはツキサムホマレと共にワシントンDCインターナショナル（アメリカ）へ参戦し、ツキサムホマレは10月22日に羽田空港を出発。グランドナショナルに出走したフジノオーは現地の騎手、凱旋門賞・ワシントンDC国際に出走したメジロムサシは野平祐二が騎乗したために海外のビッグレース初騎乗を果たす。レースでは発走前に落鉄してスタート時間を遅らせてしまうも、果敢な先行策で道中3番手に付けるなど見せ場を作ったが、向正面で一杯になると後退する一方で、結局は勝ち馬のノビリアリー（フランス）から30馬身離された9着に惨敗 。終了後は日本短波放送の特別番組で国際電話によるインタビューに応えている。
1976年はメジロサガミで東京4歳S3着、スプリングS2着に入る。東京4歳Sはテンポイント・クライムカイザーから5馬身離されたが、スプリングSはテンポイント・エリモファーザーとの3頭の叩き合いでテンポイントをクビ差まで追い詰めた。スプリングSのレース後に「テンポイントは怪物ではない」というコメントを残し、関東の関係者の間で「これならトウショウボーイの方が強い」という声が多くなっていった。メジロサガミはその後の皐月賞で5番人気に推されて7着に敗れ、東京優駿・菊花賞は断念した。
同年11月14日に東京第8競走4歳以上600万下・トシマタケルで400勝目を挙げると、1977年にはダイワテスコでキシュウローレルの妹メイショウローレルを破って阪神4歳牝馬特別を制し、4連勝で桜花賞の最有力となる。桜花賞は21頭立ての21番枠と不利な大外に単枠指定されたが、本番当日の朝に脚部不安で出走を取消。その後は桜花賞制覇が大城敬三オーナーの悲願となり、30年後の2007年にダイワスカーレットが見事成就させている。
1978年には5番人気ながら単勝17.2倍の抽せん馬・ファイブホープで優駿牝馬を制覇し、ニットウチドリの無念を晴らすと同時に牝馬三冠騎手となる。
1979年の第20回宝塚記念からはメジロファントムとコンビを組み、天皇賞（秋）はスリージャイアンツに、有馬記念ではグリーングラスにそれぞれハナ差及ばずの2着。天皇賞では最後の直線でスリージャイアンツと併せ馬の形となったのが裏目となり、有馬記念ではカネミノブで連覇を狙った加賀武見に「インターフェアではないか」と訴えられる程のアグレッシブな騎乗も、3年連続3度目の挑戦で引退レースのグリーングラスには通じなかった。有馬記念の1週前に行われた朝日杯3歳Sをリンドタイヨーで制しているが、これが最後のGI級レース制覇となった。1980年には東京4歳Sも4馬身差で楽勝してクラシックの最有力候補となったが、故障で皐月賞・東京優駿には出られなかった。
1980年にはプリテイキャストでダイヤモンドSを逃げ切っているが、これが最後の重賞勝利となる。5月11日の東京第7競走青葉賞・ファイブダンサーで500勝を達成し、同馬には東京優駿でも騎乗して12番人気ながらオペックホース・モンテプリンス・サクラシンゲキに次ぐと同時にアンバーシャダイ、後の菊花賞馬ノースガスト、皐月賞馬ハワイアンイメージに先着する8着になっているが、これが横山のダービー最高成績になった。ファイブダンサーの姉は重賞2勝のモデルスポートで、グラスワンダーの代表産駒スクリーンヒーローの曾祖母である。
同年の天皇賞（秋）ではメジロファントムに騎乗したが、かつて主戦騎手を務めたプリテイキャストが3コーナーの坂を下り、残り800mの地点にさしかかっても、快調に逃げ続け、メジロファントムと共に5番手を進む横山は「おい！誰か。誰か捕まえに行けよ！」と思わず叫んだ。気分よく逃げている時のブリテイキャストの強さをプリテイの手綱を取る柴田政人や石栗龍雄調教師以上に知り尽くし、思わず「誰か行け！」の叫びとなって口をついたが、横山の叫びに応えるものはいなかった。結局はカツラノハイセイコ・ホウヨウボーイ・シルクスキーには先着したものの、7馬身差で2年連続2着と完敗。有馬記念では1番人気に推されたが、失速したプリテイキャストの鞭が見せ鞭となるアクシデントによりホウヨウボーイの4着に終わった。1981年の天皇賞（春）ではカツラノハイセイコ、宝塚記念ではカツアールの3着。第1回ジャパンカップにも参戦したが、15頭中11着と外国馬には全く歯が立たなかった。
1982年には調教中に病気で倒れ、1983年に現役を引退。1982年2月6日の東京第7競走5歳以上800万下・シャダイベリーが最後の勝利、同21日の東京第12競走5歳以上800万下・オキノバショウ（9頭中3着）が最後の騎乗となった。
引退後は1985年から沢峰次厩舎の調教助手として活動を開始し、2005年に定年を迎えた。退職後は静かに余生を過ごしていたが、騎手時代の落馬で手術を受けた際、輸血が原因で患った肝炎に長期にわたって悩まされていた。晩年は孫の和生のデビューを楽しみにしていたが、2009年9月に入ってからは体調を崩すようになり、同18日に死去。69歳没。22日には美浦トレーニングセンター厚生会館分館で告別式が営まれ、喪主は長男の賀一が務めた。式には633人が参列し、調教師の尾形充弘・松永幹夫、元騎手の岡部幸雄ら多くの厩舎関係者や知人が参列した。

## エピソード
- 現役時代は同期の吉永、中島啓之、大崎昭一、菅原泰夫、田村らと共に、飲み仲間のサークル「仲よし会」を結成していたことで知られる。中国文学者で競馬ライターとしても活動していた西野広祥など、競馬サークル外部の人物とも親交があり、西野は会の様子を文章化して発表している。
- 横山の誕生日に6人が集まり、横山が香港から帰った時に勝利祝いに6人がまた集まったところ、菅原曰く「みんな近くに住んでいることだし、この6人で時々一杯やる会を持とう」ということになった。菅原は会の名づけ親にもなり、西野は「勝負師たちの集まりに、仲よし会というのは、なかなかとぼけた味があっていいじゃないか」と答えている[46]。
- 評論家の原良馬とはデイリースポーツ記者時代から親交があり、夏の北海道シリーズ函館開催時には「夕食を食べに行こうか」と声をかけ、厩舎が全休となる月曜日に函館市松風町の喫茶店で夕方に待ち合わせ、行き付けの寿司屋で新鮮なネタ寿司を頬張りながら、原と競馬談義に花を咲かせた[13]。東京の広い厩舎群の中で、右往左往しながら取材にあたる駆け出し記者であった当時の原に、嫌な顔一つ見せず快く応じてくれたのが横山であった[13]。1971年の函館記念のヒーローインタビューの後、横山は原だけに声をかけた[13]。調教助手転向後も仲良くし、美浦で原と顔を合わせると、横山は「たまには家へも遊びに来てよ」と何度となく声をかけた。原は思うように時間も取れずに帰京してしまい、原も晩年の横山に気にはかけながらも、言葉を交わす機会もなく、時が過ぎてしまった[13]。
- 田原成貴は横山について「初めて見た時は忘れられない。アグレッシブな騎乗をする人だなって。ロック、いやパンク・ロックだと思ったよ。」と振り返っている[47]。
- 競馬ライターの花岡貴子は「決して饒舌ではなく少々ぶっきらぼうだが、とても優しい方だった。」と振り返っているが[1]、孫の二人にとっては怖い存在であった。和生が週末に会いにいくと、テレビの競馬中継を見ていて、父が勝っても怒ったりしていた[48]。武史も何となくではあるが怖いイメージがあり、親戚で集まって騒いでると、「うるせえっ！」と怒鳴っていた[48]。典弘が小さい時も、祖父のキヨシ（横山の父）が車椅子で祖母（横山の母）と一緒に北海道から来るが、口癖は「うるせえ」であった[48]。
- 典弘とは生前、競馬の話をしなかったが、典弘から近寄らなかったからでもあった[48]。典弘がキョウエイタップで4歳牝馬特別 (東)を勝って意気揚々としていたところ、富雄はボソッと「本番はあんな後ろから行ったら届かない」と言った[48]。その時に「嫌なこと言うな……」と思いながら、迎えた本番のオークスは富雄の言葉が耳に残っていた[48]。結局早めに動いて結果は6着に終わり、「やっぱり俺の乗り方が合っていたのに、オヤジが余計なこと言いやがったせいで」という気持ちが凄くあった[48]。典弘が結婚した当初は、家で典弘のレースを見て「なんだ。あのしょうもない乗り方。（後ろから）届かないのかよ」って言っていたが、10年くらいしてからは「いいんだ。あのポジションは」「いいところに入った。いい乗り方だった」って言っており、直接は言わなかった[48]。
- 賀一は横山が亡くなった際、「ノリも僕もそれぞれ考えがあるだろうということで競馬の話はあまりしなかったけど、兄弟の心の支えだった。ノリもまだまだこれからだし、和生ももうすぐデビュー。僕らが頑張っていかないと」と気丈に語った[44]。

## 騎手通算成績
| 通算成績 | 1着 | 2着 | 3着 | 4着以下 | 騎乗回数 | 勝率 | 連対率 |
| -------- | --- | --- | --- | ------- | -------- | ---- | ------ |
| 平地     | 439 | 444 | 379 | 2513    | 3775     | .116 | .234   |
| 障害     | 120 | 88  | 65  | 144     | 417      | .288 | .499   |
| 計       | 559 | 532 | 444 | 2657    | 4192     | .133 | .260   |

### 主な騎乗馬
※太字は旧八大競走を含むGI級レース。
- フジノオー（1963年・1964年中山大障害 (秋)、1964年・1965年中山大障害 (春)）
- テンノユウ（1964年中山アラブ障害特別）
- リコウ（1967年ステイヤーズステークス）
- フジノホマレ（1968年中山大障害 (春)）
- メジロタイヨウ（1969年天皇賞 (秋)、アルゼンチンジョッキークラブカップ）
- キクノトップラン（1970年東京障害特別 (春)）
- メジロムサシ（1971年天皇賞 (春)、宝塚記念、目黒記念 (春)、函館記念）
- ニットウチドリ（1973年桜花賞、ビクトリアカップ、阪神4歳牝馬特別）
- ブルスイショー（1973年カブトヤマ記念）
- ツキサムホマレ（1974年・1975年函館記念）
- キクノオー（1975年京王杯スプリングハンデキャップ、アルゼンチン共和国杯、オールカマー、目黒記念 (秋)）
- ダイワテスコ（1977年阪神4歳牝馬特別）
- ファイブホープ（1978年優駿牝馬）
- メジロマーティン（1979年カブトヤマ記念）
- リンドタイヨー（1979年朝日杯3歳ステークス、1980年東京4歳ステークス）
- プリテイキャスト（1980年ダイヤモンドステークス）

その他
- イナボレス
- カネミカサ
- キクノハッピー
- キヨヒダカ
- キングスポイント
- タカマガハラ
- トウショウペガサス
- ビンゴガルー
- フジマドンナ
- マキノホープ
- ライバコウハク